# Wentnor
Wentnor – wieś i civil parish w Anglii, w hrabstwie Shropshire. W 2011 roku civil parish liczyła 346 mieszkańców. Wentnor jest wspomniana w Domesday Book (1086) jako Wantenoure.